# Herintroductie
Wanneer een soort in een gebied is uitgestorven, de reden voor dat uitsterven is weggenomen en er geen kans is dat de soort zelfstandig terugkeert, dan kan tot herintroductie worden overgegaan.
Omdat er aan allerlei voorwaarden voldaan moet worden om tot een gezonde populatie te komen, dient een herintroductie samen te gaan met het monitoren van de voortgang. Een van de valkuilen is om te volstaan met het eenmalig vrijlaten van een groep dieren; inteelt is een factor die dan een grote rol kan spelen. Ook is het belangrijk dat het gebied niet te klein is omdat een gezonde veerkrachtige populatie niet te afhankelijk mag zijn van toevallige omstandigheden.

## Factoren die helpen
- De redenen waarom een soort verdween moeten zijn weggenomen.
- Herhaalde introductie van bij voorkeur niet-verwante soortgenoten.
- Onderzoek naar de omstandigheden die een succesvolle herintroductie bevorderen.
- Ecologische verbindingszones naar gebieden waar het soort organisme ook zou kunnen voorkomen.

## Herintroducties in Nederland
- 1907 Wild zwijn (voor de jacht)
- 1969 ooievaar
- 1969 raaf
- 1988 bever
- 2002 otter
- 2007 wisent
- 2012 steur